# Sadali
Sadali (sardisk: Sàdili) er en by og en kommune (comune) i provinsen Sud Sardegna i regionen Sardinien i Italien. Byen ligger i 765 meters højde og har 988 indbyggere (2016). Kommunen har et areal på 49,61 km² og grænser til kommunerne Esterzili, Nurri, Seui, Seulo og Villanova Tulo.